# CR-Klasse 721
Die Klasse 721 der Caledonian Railway (CR), auch bekannt als Dunalastair I-Klasse, waren Dampflokomotiven mit Schlepptender, die von John F. McIntosh entworfen wurden und 1896 in Betrieb gingen. Die 15 Lokomotiven mit der Achsfolge 2’B wurden in den St Rollox Works in Glasgow gebaut und für den Schnellzugverkehr auf der West Coast Main Line eingesetzt. Der äußerst erfolgreiche Entwurf zeichnete sich durch einen größeren, leistungsfähigeren Kessel im Vergleich zu anderen zeitgenössischen Bauarten aus und diente als Grundlage für viele andere Schnellzuglokomotiven der 1890er Jahre. Alle Lokomotiven der Klasse 721 wurden 1923 von der London, Midland and Scottish Railway (LMS) übernommen und 1935 ausgemustert.
Der Bezeichnung Dunalastair I-Klasse bezieht sich auf den Namen der ersten Lokomotive der Bauart, die Dunalastair hieß. Sie trug den Namen des im schottischen Hochland in Perthshire gelegenen Anwesens von J. C. Bunten, dem damaligen stellvertretenden Vorsitzenden der Caledonian Railway. Die Klasse war so erfolgreich, dass weitere Klassen ähnlicher Lokomotiven folgten, die ebenfalls als Dunalastair bezeichnet wurden, weshalb die Klassenbezeichnung mit der römischen Ziffer I ergänzt wurde.
Die Dunalastair I-Klasse war so erfolgreich, dass der Entwurf von verschiedenen Bahnen kopiert wurde. In Großbritannien wurden 261 Lokomotiven ähnlicher Bauart gebaut, in Belgien deren 223 und zusätzlich noch 200 Tenderlokomotiven mit der Achsfolge 2’B1’, die ebenfalls auf dem Dunalastair-Entwurf basierten.

## Geschichte
Die Klasse 721 ist eine Weiterentwicklung der von Dugald Drummond entworfenen 2’B-Lokomotiven der Klasse 66, die von 1884 bis 1891 gebaut wurde, aber den Anforderungen der 1890er Jahre nicht mehr gewachsen war. Eine Lokomotive dieser Baureihe legte zwar noch im Sommer 1895 auf einer Rekordfahrt die 850 km lange Strecke zwischen London und Aberdeen mit einer Durchschnittsgeschwindigkeit von 103 km/h zurück, die Lokomotiven waren aber für den regulären Schnellzugverkehr zu schwach. Der Kessel hatte zu wenig Leistung, so dass für schwerere Züge zwei Lokomotiven benötigt wurden. Das Zuggewicht war aber in den 1880er und 1890er Jahren stetig angestiegen, was auf die komfortableren und schwereren Wagen, aber auch auf die längeren Züge aufgrund der Zunahme der Fahrgäste zurückzuführen war.
McIntosh versah Drummonds Entwurf mit einem wesentlich größeren Kessel, der das gesamte Lichtraumprofil ausnutzte, so dass mehr und größere Siederohre verwendet werden konnten. Der Betriebsdruck des Kessels wurde auf den damals hohen Wert von 11 bar angehoben. Im Vergleich zu seinem Vorgänger hatte der neue Kessel eine deutlich höhere Verdampfungsleistung und ein größeres Dampfvolumen, wodurch hohe Geschwindigkeiten auch mit schweren Zügen in Steigungen gehalten werden konnten, was im Besonderen bei der Fahrt über den Beattock Summit zwischen Carlisle und Glasgow wichtig war. McIntosh war so zuversichtlich, dass mit den neuen Lokomotiven auch bei schweren Zügen keine zweite Lokomotive an der Zugspitze notwendig sein würde, so dass die ersten Lokomotiven der Klasse 721 ohne Bremsschläuche an der vorderen Pufferbohle gebaut wurden. Die Lokomotiven erreichten tatsächlich die gleichen Fahrzeiten wie die Klasse 66, konnten aber die doppelte Last befördern.

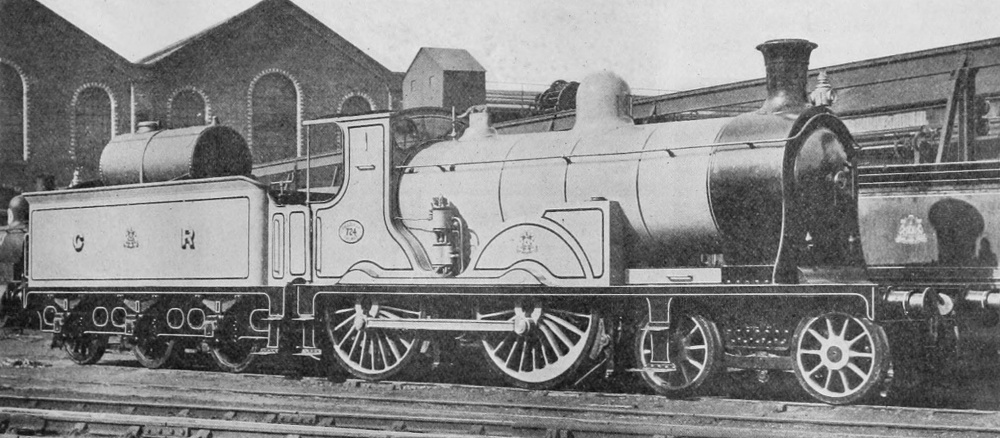
Lokomotiven Nr. 724 mit Holden-Ölfeuerung

Während des landesweiten Kohlestreiks von 1912 wurde mindestens die Lokomotive Nr. 724 für kurze Zeit mit einer Holden-Ölfeuerung versehen. Sie wurde mit einem 2400-Liter-Öltank auf dem Tender und einer verbesserten Feuerbüchsenausmauerung ausgestattet.
Alle Lokomotiven der Klasse 721 gelangten 1923 zur London, Midland and Scottish Railway (LMS), die im Zuge der Neuordnung des britischen Eisenbahnwesens, dem sogenannten Grouping entstanden war. In den Jahren 1930 bis 1935 wurden alle Lokomotiven ausrangiert und abgebrochen.

## Technik
Die Lokomotiven hatten die Achsfolge 2’B (American), die mit dem führenden zweiachsigen Drehgestell besonders gute Laufeigenschaften hatte. Das Zweizylinder-Triebwerk war als Innentriebwerk ausgeführt, auch die Stephenson-Steuerung war innenliegend. Die schmale kupferne Feuerbüchse reichte zwischen den beiden Kuppelachsen hinab. Der Langkessel hatte einen Durchmesser von 1435 mm (4 ft 8 ½ in), die Mitte des Kessels lag 2360 mm (7 ft 9 in) über der Schienenoberkante. Die 265 Siederohre aus Messing waren 3230 mm (10 ft 7 in) lang. Die Lokomotiven waren mit dreiachsigen Schlepptendern gekuppelt.

## Weiterentwicklungen
Die Konstruktionsgrundlagen der äußerst erfolgreiche Klasse 721 wurden von den 1890er bis in die 1900er Jahre von anderen Bahnen übernommen, was zur so genannten "Big Engine"-Periode führte. Auch die Caledonian Railway selbst ließ weitere Varianten der erfolgreichen Maschinen bauen.

### Caledonian Railway
Aus der Klasse 721 wurden die folgenden Lokomotiven abgeleitet:
- Dunalastair II (Klasse 766), Baujahr 1897, 15 Stück einige 1914 mit Überhitzer ausgerüstet
- Dunalastair III (Klasse 900), Baujahre 1899 und 1900, 16 Stück, einige in den Jahren 1914 bis 1918 mit Überhitzer ausgerüstet
- Dunalastair IV (Klasse 140), Baujahre 1904 bis 1910, 19 Stück, einige in den Jahren 1915 bis 1917 mit Überhitzer ausgerüstet
- Klasse 139, Baujahre 1910 bis 1912, 11 Stück, Schmidt-Überhitzer
- Klasse 43, Baujahre 1913 und 1914, 11 Stück, Robinson-Überhitzer

Von den Dunalastair-Klassen gelangten noch einige Lokomotiven zu British Rail, die die Lokomotiven bis 1958 einsetzte.

### Andere britische Bahnen

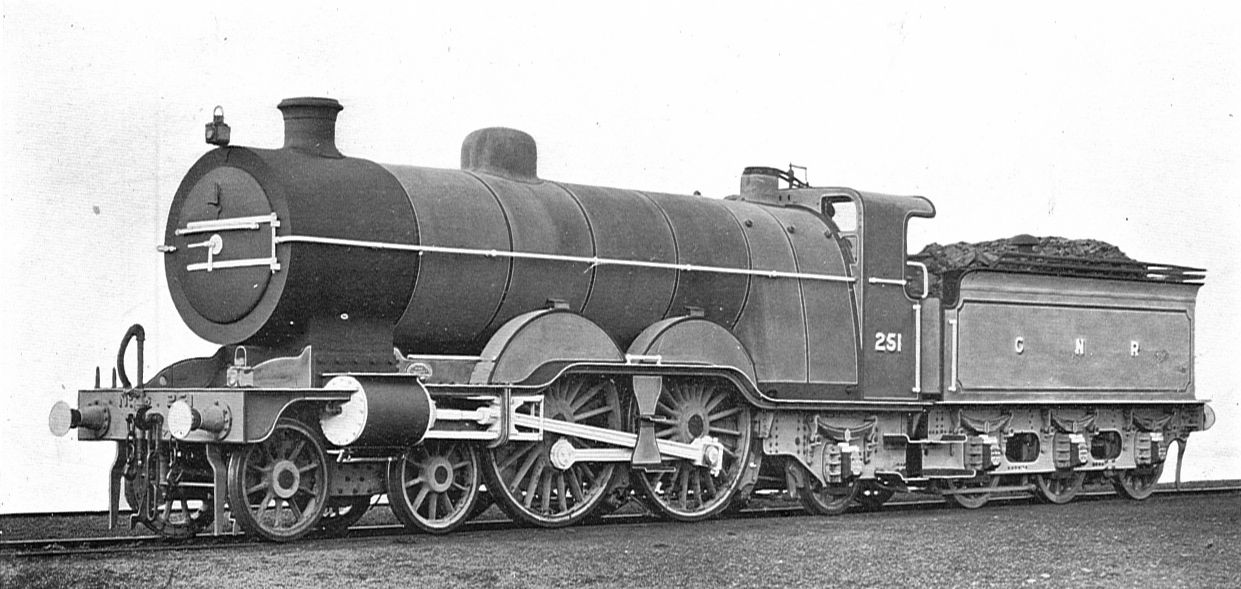
GNR-Klasse C1

- GNR-Klasse C1, Baujahre 1902 bis 1910, 94 Stück, 2’B’1-Lokomotive mit deutlich größerem Kessel gegenüber ihrem Vorgänger
- GWR-Klasse 4100, Baujahre 1897 bis 1908, 80 Stück

### Belgien

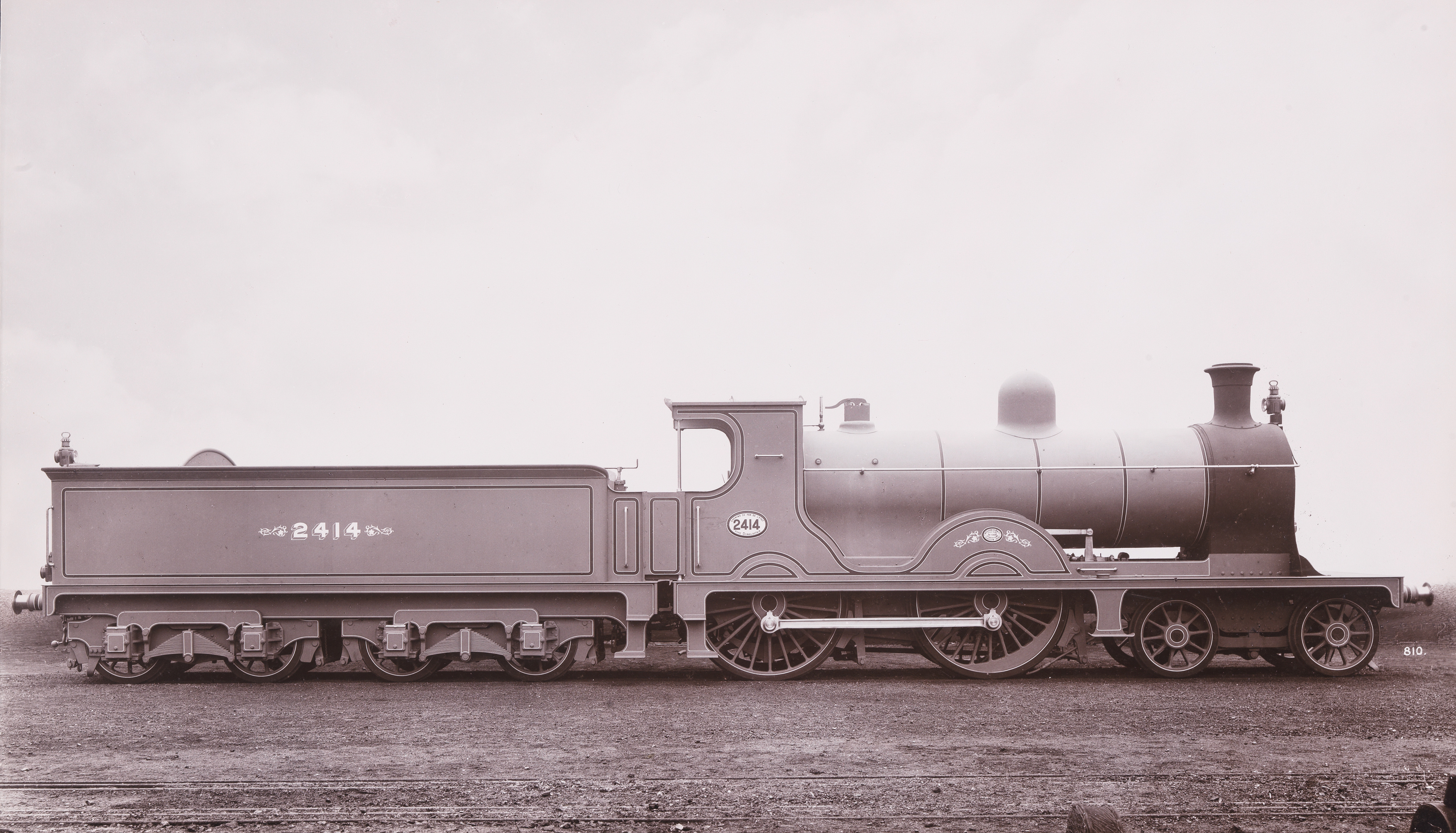
EB-Reihe 17

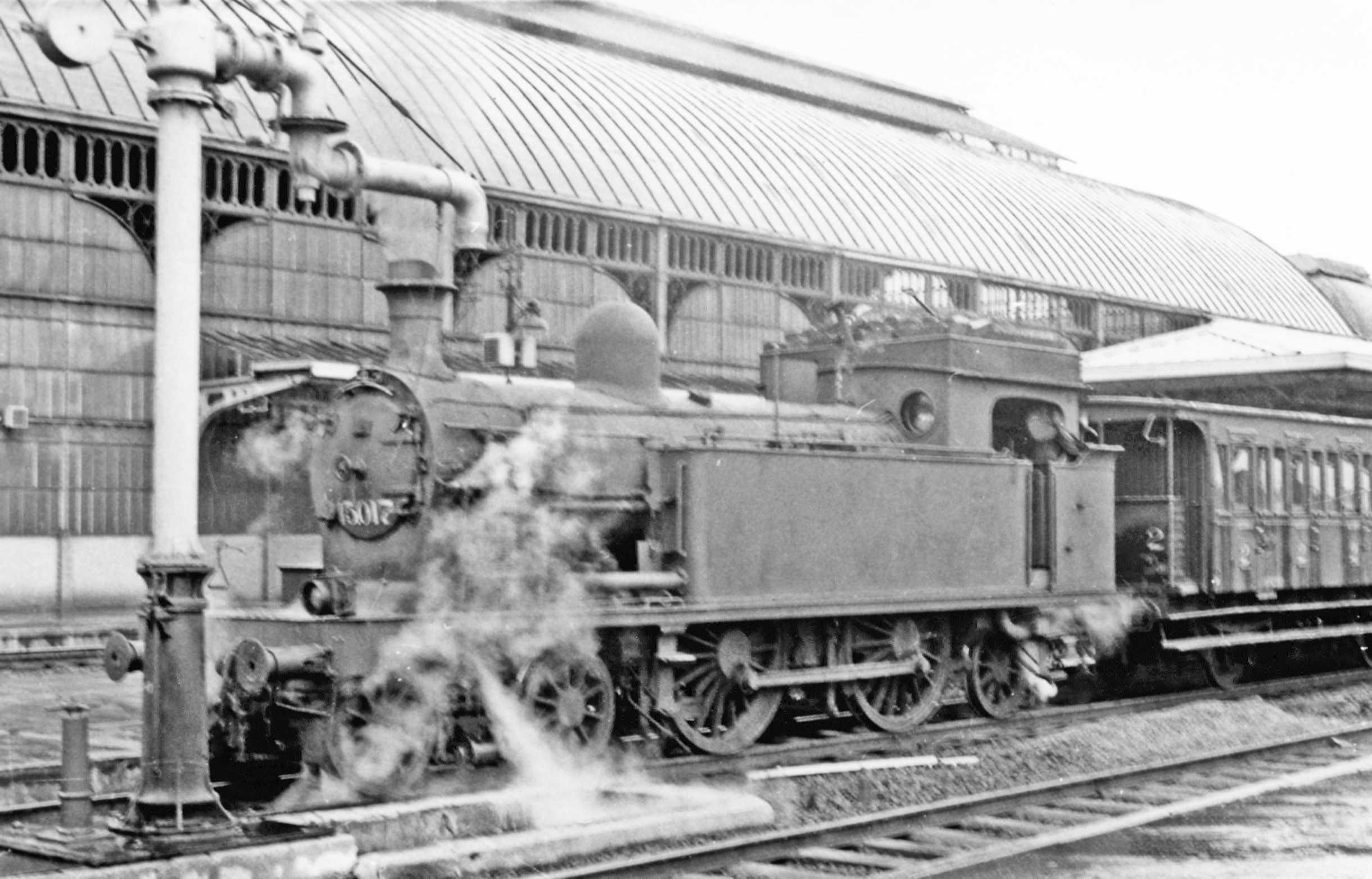
EB-Reihe 15

Nachdem an der Weltausstellung Brüssel 1897 eine Lokomotive der Klasse 766 (Dunalastair II) ausgestellt wurde, bestellte die Chemins de fer de l’État belge fünf Lokomotiven in Großbritannien, die baugleich zur Klasse 900 (Dunalastair III) der Caledonian Railway waren. Sie wurden bei der ebenfalls in Glasgow ansässigen Lokomotivfabrik Neilson, Reid and Company gebaut, weil es den bahneigenen St. Rollox Werkstätten gesetzlich verboten war, für ausländische Bahnen Lokomotiven zu bauen. In Belgien wurden weitere Exemplare von den als EB-Reihe 17 bezeichneten Lokomotiven sowie von diesen abgeleitete Varianten von der lokalen Industrie gebaut. Stückzahlenmässig wurden in Belgien fast gleich viele auf den Dunalastairs basierende Lokomotiven gebaut wie in Großbritannien. Zusätzlich entstanden in Belgien auch Tenderlokomotiven, die auf dem Entwurf der Dunalastair III-Klasse basierten.
- EB-Reihe 17, Baujahre 1899 bis 1901, 95 Stück
- EB-Reihe 18, Baujahre 1802 bis 1905, 128 Stück, gegenüber der Reihe 17 leistungsfähigere Varianten
- EB-Reihe 18S, später Reihe 18, Baujahr 1905, 6 Stück, gleich wie Reihe 18, aber mit Überhitzer versehen
- EB-Reihe 18Sbis, später Reihe 20, durch Umbau aus der Reihe 18 entstandene Variante mit Überhitzer und größerer Leistungskennziffer
- EB-Reihe 15bis, später Reihe 14, Baujahre 1900 und 1901, 15 Stück, Tenderlokomotive mit der Achsfolge 2’B1’t
- EB-Reihe 15, Baujahre 1900 bis 1908, 73 Stück, wie Reihe 14, aber mit kürzerer Feuerbüchse
- EB-Reihe 15S, später Reihe 16, Baujahre 1905 bis 1913, 73 Stück, wie Reihe 15, aber mit Überhitzer